# 明瞭
| ウィキペディアには「明瞭」という見出しの百科事典記事はありません（タイトルに「明瞭」を含むページの一覧/「明瞭」で始まるページの一覧）。 代わりにウィクショナリーのページ「明瞭」が役に立つかもしれません。 |